# アイレックス (潜水艦)
|           |                                                                               |
| 艦歴      |                                                                               |
| 発注:     |                                                                               |
| 起工:     | 1944年10月2日                                                                 |
| 進水:     | 1945年1月26日                                                                 |
| 就役:     | 1945年5月14日                                                                 |
| 退役:     |                                                                               |
| その後:   | スクラップとして売却                                                          |
| 除籍:     | 1969年11月17日                                                                |
| 性能諸元  |                                                                               |
| 排水量:   | 1,570トン（水上）、 2,414トン（水中）                                         |
| 全長:     | 311 ft 8 in                                                                   |
| 全幅:     | 27 ft 4 in                                                                    |
| 吃水:     | 15 ft 5 in                                                                    |
| 機関:     | フェアバンクス＝モース ディーゼルエンジン エリオット・モーター発電機4基       |
| 最大速:   | 20ノット（水上） 9ノット（水中）                                              |
| 航続距離: | 11,000カイリ（10ノット時） （19 km/h 時に 20,000 km）                         |
| 試験深度: | 400ft (120m)                                                                  |
| 乗員:     | 士官、兵員81名                                                                |
| 兵装:     | 5インチ砲1門、40mm砲2門、 21インチ魚雷発射管10門 50口径機銃4基、30口径機銃4基 |

アイレックス (USS Irex, SS-482) は、アメリカ海軍の潜水艦。テンチ級潜水艦の一隻。艦名はアジ科の魚レインボーランナー（和名ツムブリ）の無効学名（属名）に因む。

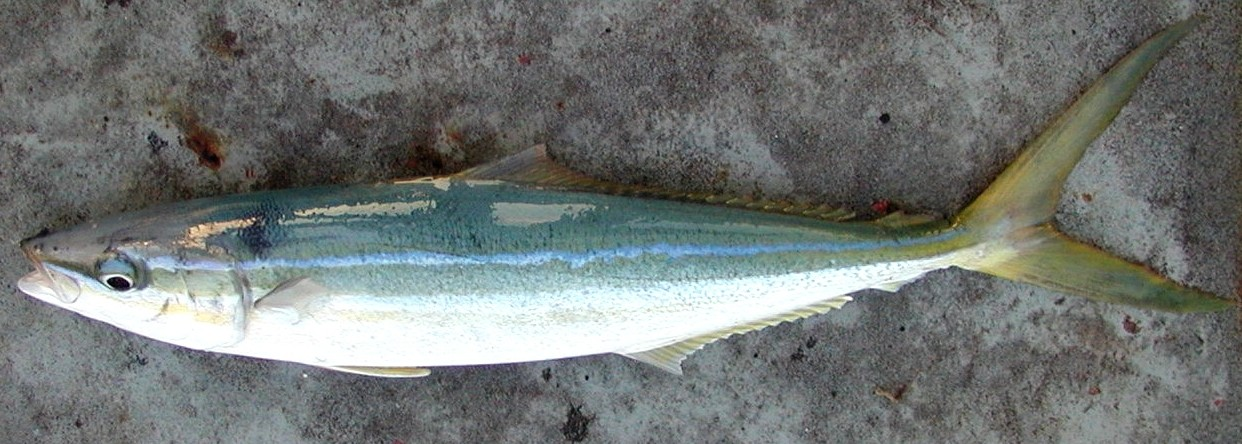
ツムブリ（無効学名Irex indicus (Valenciennes, 1862)）

## 艦歴
アイレックスは1944年10月2日にメイン州キタリーのポーツマス海軍造船所で起工した。1945年1月26日にエレンダー夫人（ルイジアナ州選出上院議員アレン・エレンダーの妻）によって命名、進水し、1945年5月14日に艦長J・D・クローリー中佐の指揮下就役する。
ニューロンドンでの整調後、アイレックスはパナマ運河を経由して太平洋に移動したが、パナマ運河地帯での停泊中に終戦を迎える。アイレックスはフロリダ州キーウェストまでの移動を命じられ、同地で第4潜水戦隊に合流した。1945年の残りはグアンタナモ湾での訓練に費やされた。海軍は1946年12月までに、ディーゼル機関を持つ潜水艦の潜航時間を延長するためのシュノーケル装備計画を完了し、アイレックスはシュノーケルの装備および試験のためポーツマスへの移動を命じられた。1947年7月から1948年2月まで新装備の評価を行い、その後ニューロンドンで第8潜水戦隊に合流、アメリカ海軍における最初のシュノーケル潜水艦として任務に就いた。
その後3年にわたってアイレックスはニューロンドン、バージニア岬の沖合で訓練活動に従事する。1951年5月に北大西洋の偵察任務に配属され、8月にはキーウェストおよびキューバ沖での任務に就く。秋にニューロンドンへ帰還すると、アイレックスは1953年までニューイングランド沖およびカリブ海で重要な訓練任務を続け、10月26日に地中海に向けて出航、第6艦隊に合流した。任務完了後1954年2月3日にニューロンドンに帰還、続く2年にわたって東海岸およびカリブ海で活動した。
1956年に再び地中海で第6艦隊配備に就く。中東での緊張は1956年7月のエジプトによるスエズ運河の国有化で最高潮に達し、イギリス、フランス、イスラエルとエジプトの間での武力衝突に発展した。アメリカ海軍は合衆国の関心を示す手段として活動を行った。アイレックスは2月には紅海、イスラエルとエジプトの国境付近を偵察し、その後ニューロンドンに帰還すると通常任務を再開、再び訓練生に対しての訓練艦の任務に従事した。
アイレックスは1957年初めに艦隊演習に参加し、再び訓練艦としての任務に就いた。7月にはフィラデルフィア海軍造船所に入渠し、第二次大戦型の司令塔に代えて新型のプラスチック製セイルが取り付けられた。これによって軽量化がなされ、スタビライザーの役割も果たすこととなった。続く1年半にわたってアイレックスはニューロンドン沖で作戦活動に従事し、1958年9月18日から12月20日までは地中海へ展開、そのほかバミューダ、ノバスコシア州ハリファックスへの訓練巡航も行った。
1960年前半には北大西洋において艦隊演習に参加し、3月3日に母港に帰還する。ニューロンドン沖での作戦活動後、ハリファックスへの訓練巡航を行い、1961年8月1日には地中海において第6艦隊と共に対潜水艦戦訓練を行った。アイレックスは11月にニューロンドンに帰還し、その後南はバミューダから、北はニューヨーク、ボストンまでの範囲で予備役兵およびニューロンドン潜水学校生の訓練巡航を行う。
1963年1月から3月まで冬期作戦活動をプエルトリコからバージン諸島の海域で行い、フィラデルフィア海軍造船所でオーバーホールの後ニューロンドンでの訓練活動を再開した。1963年10月、再び地中海へ赴き第6艦隊と共にスエズ運河を通過、紅海およびアラビア海での中央条約機構の演習に参加した。1965年1月中旬に母港へ帰還し、対潜水艦戦の研究開発任務を援助するためカナダ海軍との共同演習に参加しノバスコシアを訪問した。アイレックスは1965年11月にニューロンドンに帰還し、1967年まで沿岸での作戦活動に従事した。
アイレックスは1969年11月17日に除籍され、1971年9月13日にスクラップとして売却された。